# Lepturges unicolor
Lepturges unicolor es una especie de escarabajo longicornio del género Lepturges, categorizada en la tribu Acanthocinini, de la subfamilia Lamiinae. Fue descrita por Gilmour en 1959.

## Descripción
Mide 6,2-10 mm de longitud.

## Distribución
Se distribuye por Argentina, Bolivia, Brasil y Paraguay.